# IBM員工組織
IBM員工組織（英語：IBM worker organization）在歷史上都未獲國際商業機器公司（IBM）完全承認。該公司於1911年成立後，其員工於1970年開始積極建立工會組織，但均未在美國獲得承認；而部分工會於歐洲和澳洲則獲得IBM有限度的承認。
1999年，IBM歐洲的員工組建歐洲工作委員會（歐洲勞資聯合委員會）。2011年，全球工會聯盟和國際金屬工會聯合會成立「IBM全球工會聯盟」（IBM Global Union Alliance），在聯盟下屬的工會間協調各IBM勞工發起的勞工運動。

## 澳洲
2002年，澳洲IBM全球服務部（IBM Global Services Australia）未能和社區及公共部門工會就所有按照澳洲電信合約工作的3,500名員工達成共同的企業談判協議，隨後該工會組織了兩次各為期48小時的罷工。
2010年4月，澳洲公平工作委員會裁定澳洲IBM須與代表雪梨寶琴山員工的澳洲服務業工會進行談判（因IBM有意將部分業務轉移至印度和中國大陸而計畫對澳洲進行裁員），IBM隨後提出上訴，理由是該組織可能未具有代表其員工的資格，但最終未果。大約有80名員工接受了集體協商後的合約，並同時解決遣散費和病假的問題。

## 美國
1970年，IBM全國黑裔工人聯盟（National Black Workers Alliance of IBM, BWA）成立，該組織為首個針對高科技領域少數族裔的運動，目的為抗議同工不同酬，並期望給予年輕、較窮困的群體更多機會。1978－1980年，該組織成員增加5倍達1,700人。而IBM公司對此解僱了聯盟8名高階成員中的4名。
1970年代，李·康拉德（Lee Conrad）創建獨立的基層工會－IBM員工聯盟（IBM Workers United, IBMWU）。該聯盟出版一份名為《Resistor》的地下新聞通訊，曾指出IBM在南非實施種族隔離期間向其出售電腦，並將此事與向納粹德國出售電腦一事相比。之後IBM員工聯盟成員在一次股東大會上散發印有「IBM會賣電腦給希特勒嗎？」（WOULD IBM HAVE SOLD COMPUTERS TO HITLER?）標題的傳單，以抗議該公司與種族隔離下的南非進行貿易交易。
1999年，IBM員工聯盟成為美國通訊工人協會（美國電訊工人聯合會）旗下組織，並改名為「Alliance@IBM, CWA Local 1701」，由康拉德擔任首席協調員。2014－2015年，IBM為增加獲利及進行產業轉型開始大規模裁員。次年，Alliance@IBM宣布終止工會活動，理由為會員人數減少以及IBM持續裁員。

## 外部連結
- Watching IBM－IBM@Alliance官網 （页面存档备份，存于）
- IBM歐洲工作委員會（英语：European Works Council） 資料庫 （页面存档备份，存于）